# Disc jockey

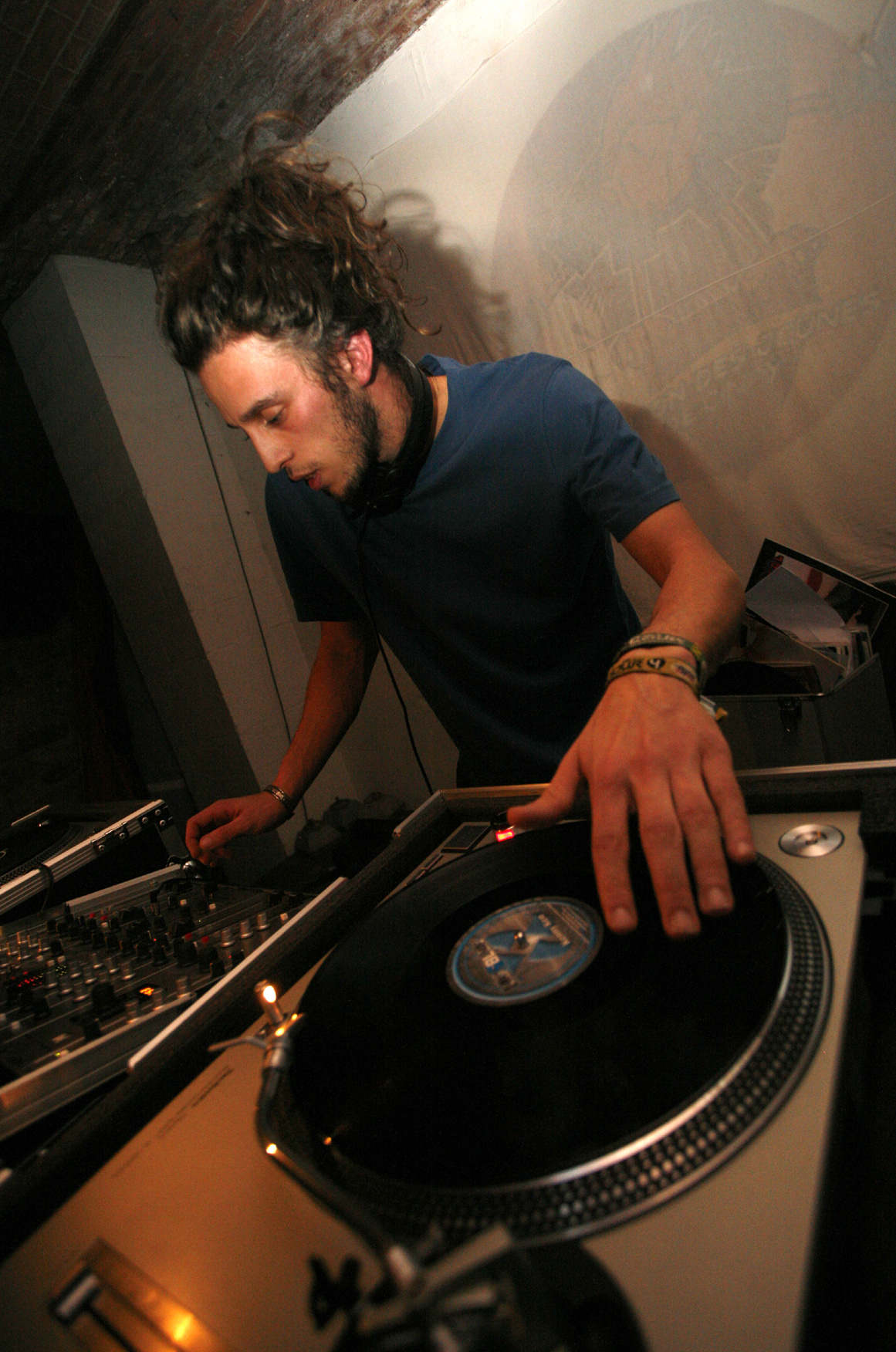
Un DJ mentre si esibisce usando un vinile e un mixer

Il disc jockey (scritto anche DJ, dj, D.J., DeeJay oppure Dee-Jay) è una figura professionale del mondo della musica e della discografia in generale.

## Storia
Dopo la fine della seconda guerra mondiale, vennero introdotte macchine amplificate elettricamente che sostituivano con il tempo i grammofoni che amplificavano la lettura di un solco inciso su di un disco in gommalacca, semplicemente con l'ausilio di una campana tromboidale che trasmetteva le vibrazioni di un diaframma a contatto con la puntina. Questa trasformazione condusse a uno sviluppo della diffusione sonora, e grazie agli amplificatori, il suono poteva distribuirsi attraverso casse acustiche a funzione elettro-magnetica in grado di aumentare la potenza di distribuzione e potevano coprire, acusticamente parlando, ambienti più ampi. Le feste che ricorrevano sempre più numerose, grazie a questa tecnologia, senza necessariamente una band, soprattutto negli Stati Uniti, avevano la funzione di socializzazione tra individui. Tuttavia divenne indispensabile la presenza di una persona atta alla selezione musicale, in quanto la durata dei dischi era comunque limitata, e se si voleva mantenere una sequenza temporale riducendo le interruzioni, era quindi importante la presenza di qualcuno che sostituisse i supporti, cioè il disc jockey. Secondo altri, la nascita del DJ coincide con i primi esperimenti radiofonici, nel momento in cui i pionieri delle trasmissioni via radio collegavano giradischi a trasmettitori. Naturalmente era necessaria una persona addetta a selezionare tali dischi, cioè il DJ, con l'uscita allo scoperto della discoteca e l'esportazione in America negli anni sessanta, dove verrà coniato appunto il termine DJ (disc jockey, ossia colui che per lavoro armeggia con il disco).
Negli anni settanta, giunse La febbre del sabato sera e la disco music. Insieme alla discoteca, il DJ acquisì sempre più prestigio.
Successivamente arrivarono i tempi del Loft. Nacquero le prime star, tra le quali spicca David Mancuso,  ispiratore di un'intera generazione di frequentatori del suo Loft, lanciando grandi DJ come Larry Levan, Kenny Carpenter, Frankie Knuckles, Nicky Siano, François Kevorkian.
Alla fine degli anni settanta, nacque nei ghetti neri del Bronx e di Harlem un'altra interpretazione dell'arte del DJing: il Turntablism, ora una delle discipline della cultura hip hop, di cui il capostipite è Kool Herc, seguito da Grandmaster Flash, che perfezionò le tecniche di mixaggio con due piatti proposte da Kool Herc. Una di queste, definita "scratch" (dall'inglese "graffio") nel tempo si è sviluppata fino a far diventare il giradischi un vero e proprio strumento musicale: infatti, tramite movimenti sincronizzati, usando una mano sul cross-fader (elemento del mixer la cui apertura e chiusura "taglia" il segnale in uscita) e l'altra sul vinile, il turntablist riesce a ripetere velocemente alcune sezioni del disco e a modulare il suono riprodotto in modo da creare note, effetti e grooves.
Due tra gli esponenti più noti di questa disciplina sono stati DJ Qbert e Mix Master Mike, fondatori della crew Invisibl Skratch Piklz, che negli anni novanta hanno dato al movimento risonanza mondiale. 
Furono gli americani gli inventori del movimento house music che avviò un filone di musica elettronica, prodotta dal DJ stesso.

## Descrizione

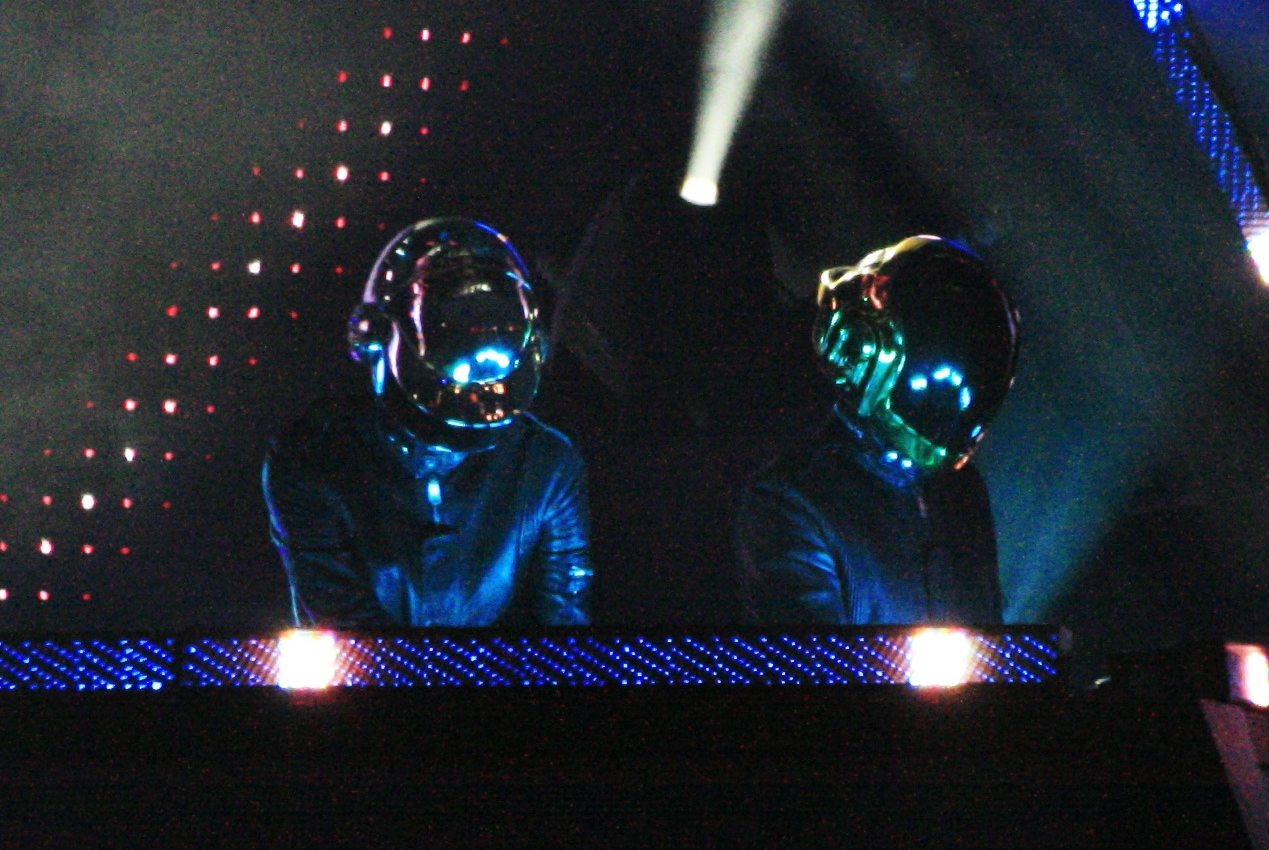
I Daft Punk in concerto durante lAlive 2007

Il disc jockey è di solito un professionista dell'intrattenimento il cui compito è di selezionare, molto spesso in una discoteca o in un club, a seconda dei gusti del pubblico, delle occasioni, ma anche del suo stile personale, brani musicali di vario genere, attraverso un impianto di amplificazione, del quale l'ambiente stesso è munito, e al quale è collegata la consolle (o disco-consolle). Attraverso questa consolle, con la tecnica del mixaggio (in inglese mixing), è possibile unire in sequenza più tracce provenienti da diversi supporti sonori, come il disco in vinile o il compact disc, in modo da ottenere un unico flusso musicale che risulti piacevole all'ascoltatore.
L'attività svolta dal disc jockey, al fine di creare mix di suoni in maniera limpida, è definita con il termine inglese DJing, attività che richiede conoscenze teorico-pratiche di carattere musicale ed elettronico. Un DJ può decidere di incidere un disco contenente i suoi live musicali, i suoi mixaggi ed eventualmente le sue produzioni (in questo caso, il DJ viene chiamato anche producer). Soprattutto negli ultimi anni si è verificato un notevole aumento dei DJ, più o meno competenti, favorito da diversi fattori, quali i prezzi sul mercato per DJ, l'avvento del digitale, la pirateria discografica e i più sofisticati lettori CDJ, che facilitano molto, rispetto agli anni passati il loro lavoro.

## Gli strumenti

### La consolle
La console o consolle o regia audio, lo strumento musicale del dj, può essere costituita da un numero variabile di dispositivi (CDJ, giradischi, mixer, drum machines, sintetizzatori, sequencers...)

### I CDJ

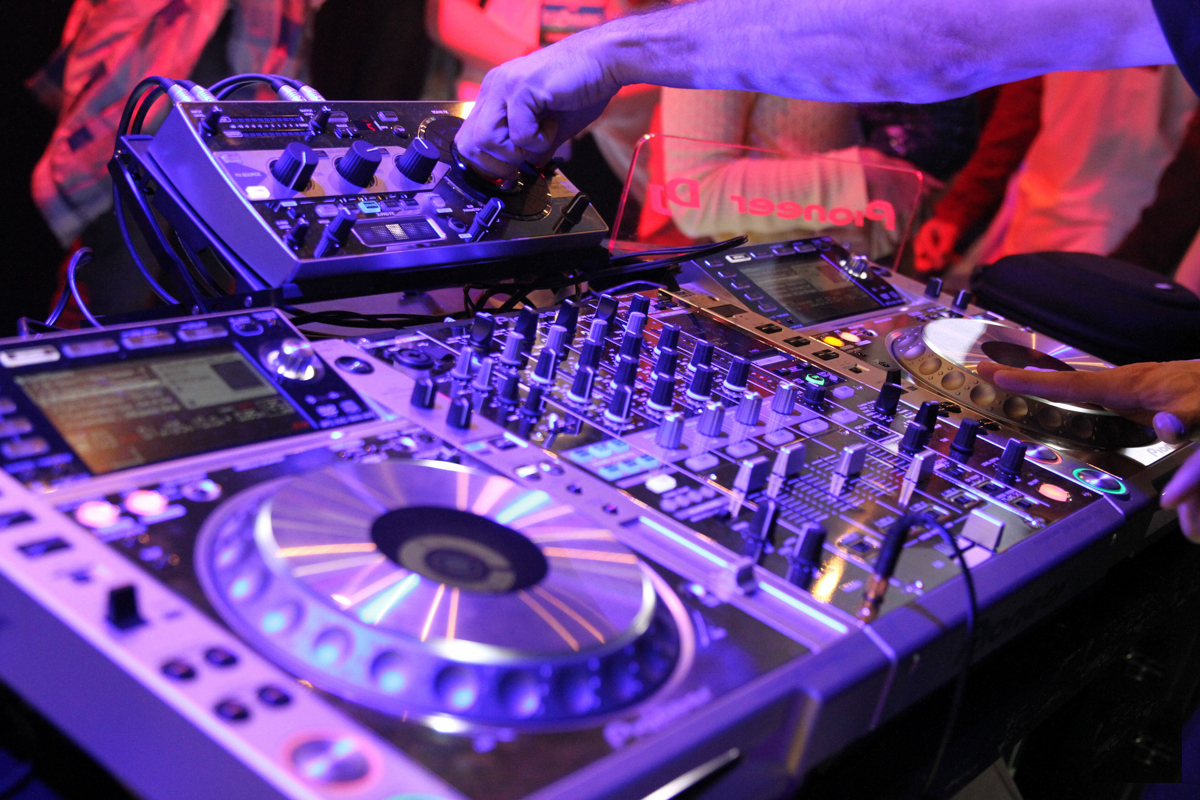
Una consolle standard con due CDJ e un mixer al centro

Questo termine deriva dagli acronimi CD e DJ. Si tratta di lettori professionali da Dj che consentono molte altre funzioni oltre a quelle dei lettori CD.
Le principali sono:
- Jog wheel: si tratta di quella che forse è la parte più evidente di tutto il CDJ. Questo comando di forma circolare permette di muovere avanti e indietro il brano molto lentamente, con una precisione estrema. È utile anche per altre funzioni, ad esempio permette di fare quello che fa il Pitch Control, ma con molta più precisione, oppure di applicare gli effetti, se presenti sul CDJ stesso.
- Pitch Control: permette di velocizzare o rallentare un brano. Serve per i beatmix (vedi il paragrafo "mixaggio"). Si può effettuare anche tramite il jog su certi CDJ. Tuttavia il jog permette solo una variazione temporanea del beat del brano, solitamente per correggere eventuali imperfezioni durante il passaggio da una canzone all'altra.
- Cue: i punti di taglio sono dei punti particolari situati all'interno di un brano, che permettono al dj di trovare il pezzo che gli serve immediatamente: si tende a metterne uno ad esempio prima di un ritornello o di una strofa, o di un ponte. Sono fondamentali per il lavoro del dj.
- Key Control: permette di modificare la tonalità del brano.
- Loop: permette di impostare dei loop, ovvero delle parti di una lunghezza variabile che si ripetono di continuo, anche all'infinito volendo.
- Effetti: gli effetti applicabili tramite i CDJ sono molteplici. Di norma i dj preferiscono applicarli tramite speciali programmi per computer, come Virtual DJ o Traktor. Solitamente gli effetti sono presenti sui mixer o aggiunti in un secondo momento con delle effettiere.

### I giradischi

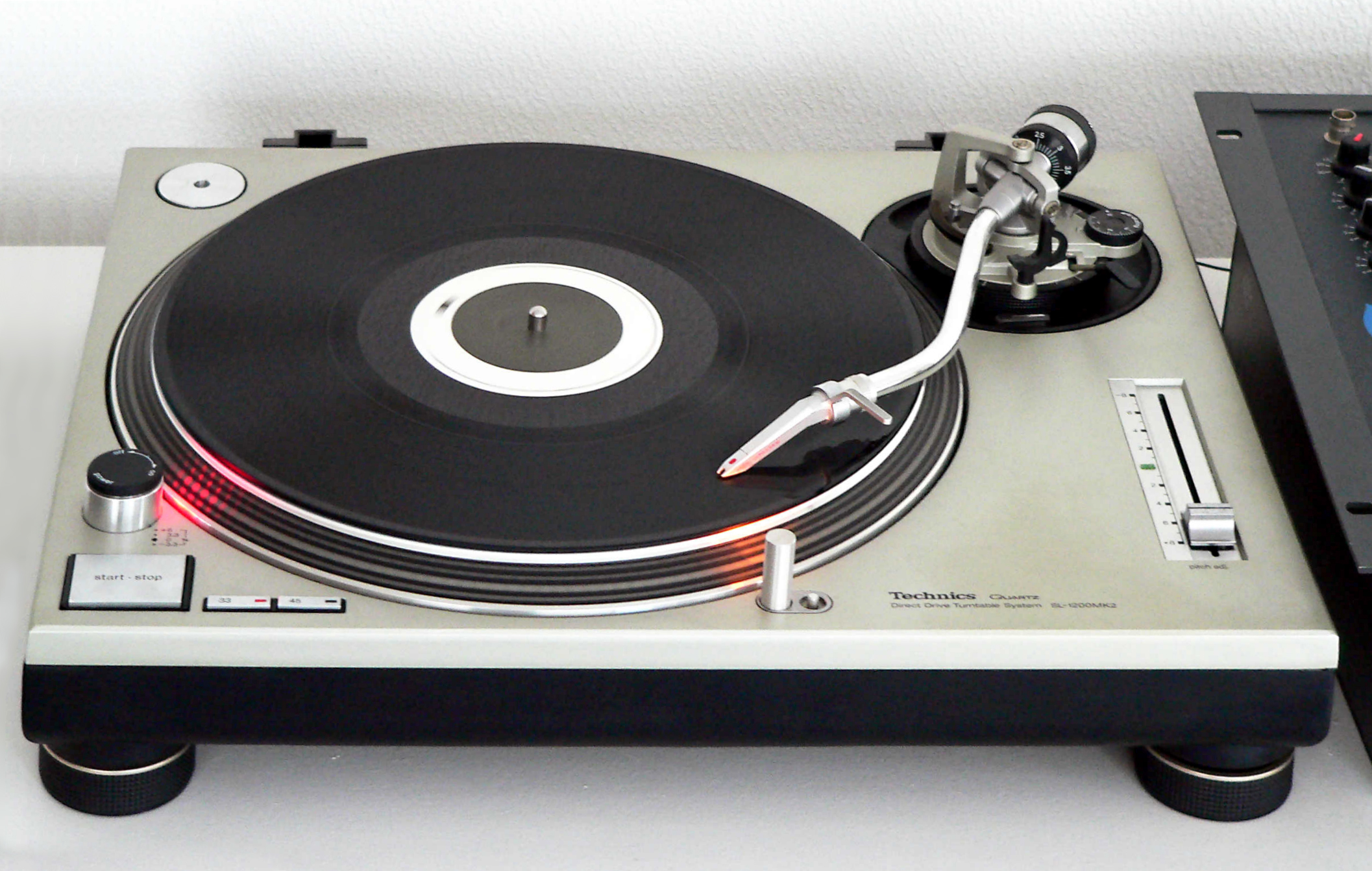
Il Technics SL-1200 fu uno dei giradischi più usato per il turntablism dagli anni settanta

Lavorare con i giradischi è ovviamente più impegnativo che lavorare usando strumenti digitali come CDJ o i computer. Questo perché uno strumento analogico non permette di godere di tutti quei vantaggi offerti negli ultimi anni dalla tecnologia, come la visualizzazione grafica dell'onda che viene effettuata mediante il computer con programmi tipo Virtual DJ, Traktor o Mixxx.
Esistono diversi tipi di giradischi in commercio. L'aspetto principale che caratterizza quelli utilizzati dai DJ è il tipo di trazione utilizzata per dare movimento al piatto rotante:
1. A cinghia: è tra le prime tecnologie applicate. Si basa sulla trasmissione della rotazione tra un motore elettrico e il piatto rotante, mediante l'uso di una cinghia (in genere costruita in caucciù). Sono i preferiti dagli appassionati di musica e per l'ascolto normale e sono poco adatti al mixaggio, sebbene i primi giradischi adattati al mixing utilizzassero questa tecnologia.
2. A trazione diretta: sono preferiti dai DJ in quanto patiscono meno il bloccaggio del piatto rotante (turntable) non essendoci strisciamento della cinghia e conseguente riscaldamento e usura. Inoltre la trazione diretta consente un maggior rendimento meccanico, ossia trasferire al piatto una maggior quantità della potenza meccanica prodotta dal motore. Di conseguenza l'accelerazione è più elevata che nella trasmissione a cinghia in quanto questa assorbe una parte della forza di trazione e introduce sia ritardo che jitter.

Nel 1978 la Technics sviluppò un giradischi professionale per DJ (Technics SL-1210) che acquisì in breve tempo un ampio successo per le sue caratteristiche tecniche che ne hanno fatto uno strumento insostituibile. La principale caratteristica era proprio la trazione: si sviluppò una tecnologia detta a trazione indiretta o al quarzo. L'idea rivoluzionaria che ha condotto al successo questi giradischi era la quasi totale assenza di manutenzione del piatto rotante, in quanto, non essendoci alcun elemento di trazione a contatto non vi era usura. Un altro fattore che ha portato al successo dei giradischi della technics è stata l'introduzione del braccio curvo e la sua particolare costruzione, che permetteva di eliminare un fastidioso effetto di risonanza generatosi quando il giradischi si trovava in prossimità di un altoparlante. I giradischi Technics, serie SL-12xx, non sono mai stati rimpiazzati da altri prodotti di mercato. Benché oggi si sia passati a strumenti digitali, i Technics sono ancora largamente usati.

## L'attività

### Il mixaggio
La tecnica del mixaggio si basa fondamentalmente sull'allineamento dei battiti per minuto (bpm) fra due brani diversi. Per eseguire questa operazione, il DJ aumenta o diminuisce in cuffia la velocità del disco in fase di preascolto. Il primo DJ che utilizzò questa tecnica fu Francis Grasso, DJ americano degli anni '70. In precedenza, i DJ erano dei selector più che dei veri e propri disc jockey, non era necessario avere una tecnica e la loro bravura era dovuta esclusivamente alla selezione musicale e al controllo degli equalizzatori, e, per i più fantasiosi come David Mancuso, unita al controllo delle luci e dell'aria condizionata.
Per riuscire a mettere "a tempo" due brani quando la differenza di bpm è notevole, il DJ ricorre al bending, ovvero all'azione di aumentare e diminuire la velocità del brano spingendo o opponendo resistenza alla rotazione del disco (processo similare nei CDJ). In fase di miscelazione inoltre, grazie al mixer, è possibile livellare i volumi e le frequenze per armonizzare acusticamente il mix e dare un ulteriore tocco di creatività.
Esistono diverse tecniche di mixaggio: si possono utilizzare diverse combinazioni per fondere più brani insieme, come tagliare le frequenze di una ed entrare con la seconda solo con le frequenze corrispondenti, sovrapporre in maniera continua o "a tempo" solo alcuni riff durante l'applicazione di un effetto esterno o più semplicemente sfumare il volume con l'uso del cross-fader presente sul mixer. Il crossfader è un cursore orizzontale, posto solitamente sulla parte inferiore del mixer, che permette di passare un segnale audio da un canale all'altro in uscita sul master (l'audio in ascolto). Il cross-fader in alcuni mixer implementa alcune funzioni per agire sul segnale come la "curva di taglio" delle frequenze, che, a seconda delle proprie esigenze può essere più dura e netta, ad esempio per effettuare uno scratch efficace, o più morbida, permettendo di sfumare da un canale all'altro in maniera graduale.
Praticamente il mixing si basa su una semplice regola che consiste nel collegare due brani in battuta. La battuta è determinata dal conteggio di 32 battiti del brano. Nell'ambito della disco music i 32 battiti sono generalmente scanditi da 32 colpi di cassa e corrispondono a 32 quarti, ovvero 8 battute se il tempo è quattro quarti. La regola è comunque applicabile anche in altri ambiti, persino nella musica classica. Ogni 32 battiti si determina un giro. La regola vuole che i dischi vadano appaiati ogni 32 battiti. In alternativa è possibile dire che un disco va inserito sul giro. Il giro, dunque è definito come l'insieme di 32 battiti. Tuttavia tale regola non è fortemente stringente: esistono brani in cui i compositori adottano la "licenza poetica" di aggiungere un giro con più battiti, che sono sempre multipli di 4.
I mixer, a seconda del livello di professionalità richieste, offrono molte funzioni come le unità multieffetti DSP, i campionatori, i filtri o le uscite di tipo MIDI che consentono l'autosincronizzazione con alcune apparecchiature MIDI hardware e software come drum machine, campionatori o sequencer. I più sofisticati, o meglio, quelli di ultima generazione sono dotati di porte USB.

### Turntablism
Il turntablism viene collegato immediatamente all'attività di un DJ di tipo hip hop: grazie a questa disciplina il DJ riesce a "suonare il disco", cioè ad usare un giradischi e un disco in vinile come veri e propri strumenti musicali; gli effetti sonori prodotti vengono definiti in gergo scratches.
Con il tempo si è sviluppata una vera e propria "Bibbia" sulle tecniche di effetti (tricks o routines). Sono innumerevoli le manipolazioni possibili del disco per creare effetti sonori: dai più comuni scratch con le sue infinite varianti, ai backspin, passando per i beat juggling. Per queste tecniche il DJ usa prevalentemente una coppia di giradischi perché sono più pratici per il controllo manuale della rotazione del disco. Comunque oggi con i CDJ è possibile creare questi effetti con tecniche digitali: in alcuni modelli ci sono tasti che riproducono in automatico tali effetti. Gli effetti inoltre possono essere prodotti in digitale con uno strumento detto effettiera, oggi possibile trovarla anche nei più sofisticati mixer per DJ.
Per eseguire gli effetti con i dischi vinile sono richiesti giradischi molto più solidi e affidabili di quelli necessari ad un classico DJ che suona in sequenza dei brani: infatti l'usura e lo stress a cui è sottoposto un vinile possono portare alla vera e propria distruzione dello stesso e della puntina. Molte case produttrici di strumenti di questo tipo si sono specializzate nella realizzazione di strumenti adatti al turntablism, fornendo testine resistenti ai movimenti più estremi, slipmat che riducono l'attrito tra disco e piatto, nonché mixer con crossfader dedicati allo scratch.
Con l'avvento delle nuove tecnologie iniziano a comparire i primi DJ che praticano il turntablism con il PC, attraverso software interattivi che riproducono le funzioni delle console da DJ. Icona storica del turntablism è il giradischi Technics SL-1200, in uso dagli anni settanta e, dal 2010 non più in produzione.

### Selezione
La selezione è la proposta musicale dei brani scelti dal DJ.
Il DJ mixa dischi simili per ritmo, tempo, genere o di un dato periodo musicale; altre volte invece il DJ può decidere di mescolare nello stesso DJ set musica dalle più diverse caratteristiche o estrazioni cercando di rendere il passaggio il più armonico possibile. I DJ più bravi sanno mantenere due brani in esecuzione contemporanea per svariati minuti.

## Nel mondo

### Italia
I primi disc jockey italiani vengono considerati i conduttori de Il Discobolo, il primo programma radiofonico che proponesse l'ascolto di musica registrata su dischi, anziché dal vivo.
Renzo Arbore e Gianni Boncompagni, conduttori a metà degli anni sessanta di Bandiera gialla e Per voi giovani, si comportavano come moderni disc jockey, ma il loro inquadramento contrattuale era ancora quello di "maestro programmatore di musica leggera".
L'espressione disc jockey è entrata in Italia negli anni settanta con la diffusione delle discoteche e delle radio libere. Il più celebre esponente di questa generazione di DJ è stato probabilmente Claudio Cecchetto.